# 角果毛茛
角果毛茛（学名：Ceratocephalus orthoceras）为毛茛科角果毛茛属下的一个种。